# Sophie Adenot
Sophie Marie Laurence Adenot (Cosne-Cours-sur-Loire, 5 luglio 1982) è un'ingegnere e astronauta francese, nel novembre 2022 è stata selezionata come astronauta dell'Agenzia spaziale europea. Ha iniziato l'addestramento astronautico di base di un anno al Centro europeo per gli astronauti a Colonia in Germania nell'aprile 2023.
Pilota di elicotteri dell'aeronautica e dello spazio francese con il grado di tenente colonnello, Adenot è diventata la prima donna pilota collaudatrice di elicotteri della Francia nel 2018. 

## Biografia
Sophie Adenot è nata il 5 luglio 1982 a Cosne-Cours-sur-Loire, in Borgogna, Francia, dalla farmacista Isabelle Adenot (nata  Alloy) e Hubert Adenot, notaio a Corbigny. Sua madre Isabelle è stata presidente nazionale dell'"Ordre des pharmaciens" dal 2009 al 2017. 
Adenot ha ottenuto il diploma di maturità a Saint-Denis frequentando le scuole secondarie aperte alle figlie di membri dell'Ordine Nazionale della Legione d'Onore, quindi dal 2001 al 2003 ha studiato ingegneria presso l'Institut Supérieur de l'Aéronautique et de l'Espace (ISAE-SUPAERO), a Tolosa,, dove si è specializzata nella dinamica di volo di aerei e veicoli spaziali, si è laureata nel 2004 e ha ottenuto la licenza di pilota privato. Ha anche conseguito un Master of Science presso il Massachusetts Institute of Technology di Cambridge nel 2004. Ha lavorato al Man-Vehicle Laboratory del MIT, quindi presso l'Airbus Helicopters, a Marignane, per progettare cabine di pilotaggio di elicotteri, in particolare quelli degli elicotteri H225.